# Donald D. Hoffman

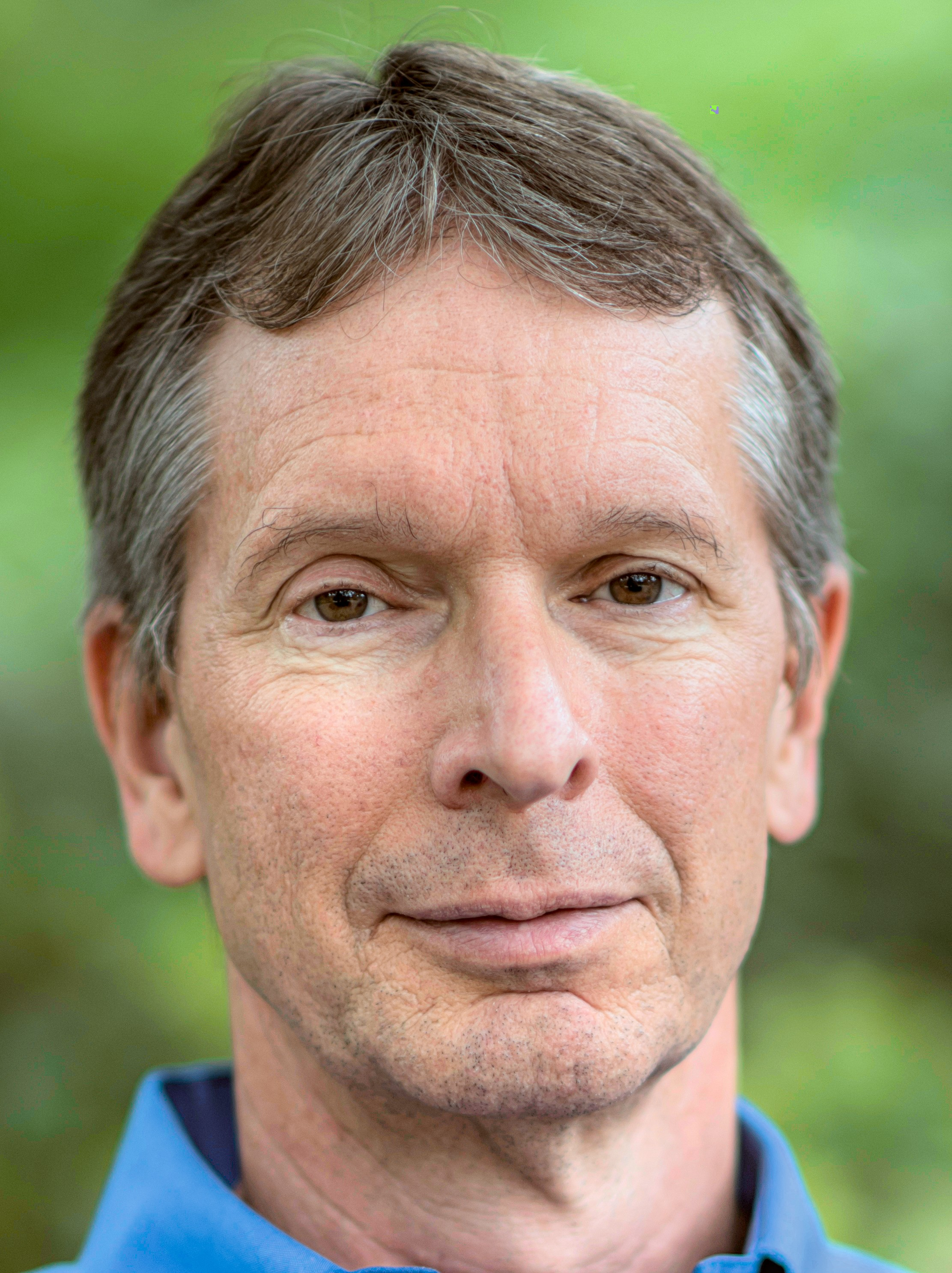
Donald D. Hoffman (2015)

Donald David Hoffman (* 29. Dezember 1955 in San Antonio, Texas) ist ein US-amerikanischer Kognitionspsychologe und Autor. Er ist Professor für Kognitionswissenschaften an der University of California, Irvine, und arbeitet dort auch mit der Abteilung für Philosophie, der Abteilung für Logik und Wissenschaftstheorie sowie der Fakultät für Informatik zusammen. In seiner Forschung hat er sich auf die Bereiche evolutionäre Psychologie, visuelle Wahrnehmung und Bewusstsein spezialisiert, wobei er eine eigene Theorie der Realitätswahrnehmung des Bewusstseins erarbeitet hat.

## Laufbahn
Hoffman erwarb 1978 einen Bachelor of Arts in quantitativer Psychologie an der University of California, Los Angeles (UCLA) und arbeitete danach für fünf Jahre bei Hughes Aircraft. Er promovierte 1983 in Computerpsychologie am Massachusetts Institute of Technology (MIT) bei David Marr und Whitman Richards. Er war kurzzeitig Forschungswissenschaftler am Artificial Intelligence Laboratory des MIT und wurde 1983 Assistenzprofessor an der University of California, Irvine (UCI). Seitdem ist er an der Fakultät der UCI tätig, wobei er im akademischen Jahr 1995/96 ein Sabbatical am Zentrum für Interdisziplinäre Forschung der Universität Bielefeld verbrachte.
1994 erhielt Hoffman den Troland Research Award der National Academy of Sciences. 2015 hielt er einen millionenfach im Internet aufgerufenen TED Talk mit dem Titel Do we see reality as it is?

## Theorien zum Bewusstsein
Laut Hoffmans Vorstellungen seien menschliche Wahrnehmungen und das Bewusstsein im Prozess der Evolution nicht dafür optimiert worden, die Realität wahrzunehmen. Laut von ihm durchgeführten abstrakten Computersimulationen werden simulierte Wesen, welche ihre Wahrnehmung der (simulierten) Realität optimieren, mit der Zeit von simulierten Wesen, welche ihre Wahrnehmung auf evolutionäre Fitness, d. h. Anzahl simulierter fortpflanzungsfähiger Nachkommen, optimieren, verdrängt.
Hoffman schlägt eine Lösung für das schwierige Problem des Bewusstseins (engl. hard problem of consciousness) vor, indem er die umgekehrte Ansicht vertritt, dass das Bewusstsein die Gehirnaktivität verursache und alle Objekte und Eigenschaften der physischen Welt erschaffe. Zu diesem Zweck hat Hoffman zwei Theorien entwickelt und kombiniert: die Theorie der multimodalen Benutzeroberfläche (engl. multimodal user interface (MUI) theory of perception) und den bewussten Realismus (engl. conscious realism (CR)). Hoffman sieht Bewusstsein als fundamentale Realität an und nicht die Raumzeit und die Gesetze der Physik, welche laut der Theorie von diesem kreiert werden. Beruhend auf der „Interface-Theorie der Wahrnehmung“ (engl. interface theory of perception) stelle die wahrgenommene Realität nur ein Interface der tatsächlichen Realität dar, welche mit den Symbolen und Zeichen auf der Oberfläche eines Computerbildschirms vergleichbar sind, welche komplexe Computerprozesse für den Nutzer greifbar machen (vgl. Radikaler Konstruktivismus).
Hoffman hat Spekulationen geäußert, dass es eine Realität geben könnte, die sich aber möglicherweise völlig von jener Realität unterscheide, die unser Gehirn modelliere und wahrnähme. Diese Realität bestehe demzufolge möglicherweise nicht aus der Raumzeit und physischen Objekten jener Realität.

## Auszeichnungen
- Early Career Award der American Psychological Association[7]
- Troland Research Award der National Academy of Sciences (1994)[7]

## Werke
- Donald D. Hoffman: Visual intelligence : how we create what we see. 1. Auflage. WW Norton & Co, New York 1998, ISBN 0-393-04669-9 (Online).
- Donald D. Hoffman: The Case Against Reality: Why Evolution Hid the Truth From Our Eyes. 1. Auflage. WW Norton & Co, New York 2019, ISBN 978-0-393-25469-3.